# Манастир Дубочица
Манастир Дубочица је манастир Српске православне цркве смјештен у Отиловићима, 11 km југоисточно од Пљеваља. Припада епархији милешевској.
Манастир се налази непосредно уз регионални пут Пљевља — Павино Поље — Бијело Поље. Првобитно се налазио уз саму лијеву обалу ријеке Ћехотине, крај села Дубочице, по којем је добио и име, међутим за потребе стварања вјештачког акумулационог језера измјештен је на садашњу локацију 1983. год.
Старешина манастира је игуманија Епистима Стељић.

## Прошлост
Према предању, Манастир Св. Николе у Дубочици је изграђен након што су Турци, уништили манастир у близини средњовјековног града Козник крајем 15. вијека, чији остаци се и данас могу идентификовати, како даље каже предање тада су монаси бацани са стијена (које се данас зову калуђерске стијене), након чега је манастир пресељен у мјесто Дубочицу скривено и далеко од путева. Манастирска црква посвећена Светом Николи изграђена/обновљена је 1565. године када је уједно и живописана o чему недвосмислено говори још увијек сачуван фреско натпис изнад врата на западном зиду наоса. За изградњу цркве заслужан је игуман манастира јеромонах Павле и месно становништво.
Манастирска црква је једноставна једнобродна грађевина са припратом и полукружном апсидом, зидана од рјечних облутака и сиге. Дугачка је 13 и широка 7 метара, без куполе са полуобличастим сводом.
Црква је укопана у земљу и њена унутрашњост је много већа од спољашњости, a веома је и разуђена. Припрата и наос су одвојени посебним зидом. Два пара пиластара, између којих су по подужним зидовима формирани прислоњени лукови, наос дијеле на неједнаке травеје. Полуобличасти свод ојачан је попречним луковима. У олтару су смјештене нише за проскомидију и ђаконикон, a на поду од камених плоча доминира декоративни амвоном. Од пет мањих прозора у облику пушкарнице, три су смјештена на јужном зиду, a по један на сјеверном и апсиди. Изнад лучног портала смјештена је пространија ниша, такође лучна, у којој је некада била осликана фреска патрона храма, Светог Николе. Под је од камених плоча са истакнутим декоративним амвоном.

## Иконостас
Посебну пажњу у манастиру привлаче његове фреске, иконостас и црквени мобилијар. Распоред фресака у цркви представља класичну шему која се примјењивала за мање једнобродне храмове. У првој зони су исликане стојеће фигуре светитеља a на своду су композиције Великих празника и Христовог страдања. На западном зиду припрате исликана су попрсја Светог Николе и Богородице са Христом. Изнад светитеља, у другој зони, насликан је циклус Св. Николе од рођења, преко школовања, сцена чуда, до смрти. Присутна је појава бројних исликаних ликова пустињака и испосника, што наводи на закључак да су они највјероватније настали под утицајем и избору монаха Дубочице.
Манастир посједује складан дуборезни и позлаћени иконостас. Раскошни крст са распећем настао је 1622. године док је остали дио иконостаса настао касније 1682. године. Испред иконостаса виси изрезбарено и дуборезно Богородичино коло и полијелеј из 17. вијекa. Иконе представљају дијела различитих мајстора и потичу из различитих периода међу којима се љепотом ликовном обрадом посебно истиче Деизисна плоча са мајсторски изнијансираним ликовима апостола која се приписује мајсторском кругу Радула.
Покретни фонд и мобилијар Дубочице, представљају ријетко очувану споменичку цјелину из 16. и 17. вијека, која је скоро неокрњена стигла до наших дана. У овом манастиру се чува и посебно поштује, икона чудесног лика Богородице Казанске. 

## Богородичино коло
Спољашња једноставност манастира који више подсјећа на кућу карактеристична је за цркве подигнуте за вријеме турске окупације када нису смјеле да привлаче пажњу. Манастирски комплекс је ограђен каменим зидом са капијом на сјеверној страни, поред цркве, садржи још и мањи приземни конак смјештен у јужном дијелу, дрвени звоник у сјеверозападном, и један мали помоћни објекат за оставу, у југоисточном дијелу порте.
Током свог вишевјековног битисања манастир је више пута страдао од Турака поготово у 18. вијеку. У једном моменту црква је била толико оронула да су јој по предању „никле јасике”, па је обновљен 1762. године захваљујући братству Матаруге.
Треба напоменути и то да је манастир Дубочица познат по томе што је једно вријеме у њему служио св. Василије Острошки па се у народу каже да је три пута посјетити овај манастир исто као једном посјетити манастир под Острогом.